# Chvalnov-Lísky
Chvalnov-Lísky – gmina w Czechach, w powiecie Kromieryż, w kraju zlińskim. Według danych z dnia 1 stycznia 2012 liczyła 256 mieszkańców.
Składa się z dwóch części:
- Chvalnov
- Lísky